# حزقيال بابلو كاراسكو
حزقيال بابلو كاراسكو (بالإسبانية: Juan Pablo Carrasco)‏ هو لاعب كرة قدم تشيلي، ولد في 11 أغسطس 1992 في رانكاغوا في تشيلي. لعب مع نادي أوهيجينس.